# Municipio de Hill (Míchigan)
El municipio de Hill (en inglés: Hill Township) es un municipio ubicado en el condado de Ogemaw en el estado estadounidense de Míchigan. En el año 2010 tenía una población de 1361 habitantes y una densidad poblacional de 14,55 personas por km².

## Geografía
El municipio de Hill se encuentra ubicado en las coordenadas 44°22′52″N 83°55′31″O / 44.38111, -83.92528. Según la Oficina del Censo de los Estados Unidos, el municipio tiene una superficie total de 93.52 km², de la cual 84,27 km² corresponden a tierra firme y (9,9 %) 9,26 km² es agua.

## Demografía
Según el censo de 2010, había 1361 personas residiendo en el municipio de Hill. La densidad de población era de 14,55 hab./km². De los 1361 habitantes, el municipio de Hill estaba compuesto por el 98,75 % blancos, el 0,37 % eran amerindios, el 0,22 % eran asiáticos, el 0,22 % eran de otras razas y el 0,44 % eran de una mezcla de razas. Del total de la población el 0,66 % eran hispanos o latinos de cualquier raza.